# Juhani Kaskeala
Pauli Juhani Kaskeala, född 26 juli 1946 i Kuopio, är en finländsk sjöofficer (amiral) som var försvarsmaktens kommendör från 2001 till 2009.

## Biografi
Kaskeala utexaminerades från Finlands sjökrigsskola år 1969 och från Försvarshögskolan 1981.
Under sin karriär har Kaskeala arbetat för FN i Mellanöstern under åren 1975–1976 och som Finlands presidents adjutant (samt som III, II och I adjutant) under tidsperioden 1982–1989. Kaskealas företrädare som försvarsmaktens kommendör var general Gustav Hägglund.

## Utmärkelser
- UNDOF-medalj,  1975[2][3]
- Förbundsrepubliken Tysklands förtjänstorden,  1983[3]
- Kommendör av Nordstjärneorden,  1983[3]
- Kommendör av Dannebrogorden,  1983[3]
- Riddartecknet av I klass av Finlands Lejons orden,  1984[3]
- Storriddare av Isländska falkorden,  11 april 1984[4]
- Stora gyllene hedersmedaljen av Österrikiska republikens förtjänstorden,  1985[3]
- Första graden av Ryttaren i Madara-orden,  1985[3]
- Heliga skattens orden, 3:e graden,  1986[3]
- Militärens förtjänstmedalj,  1987[3]
- Storofficer av Oranien-Nassauorden,  1995[3]
- Kommendörstecknet av Finlands Lejons orden,  4 juni 1995[5]
- Gränsbevakningsväsendets förtjänstkors,  2000[3]
- Förbundsrepubliken Tysklands förtjänstorden - stora kommendörskorset,  2001[3]
- Krigsinvalidernas förtjänstkors,  2001[3]
- Storkors av Dannebrogorden,  2001[3]
- 1:a graden av Örnkorsets orden,  16 november 2001[6]
- Storkorset av Finlands Vita Ros’ orden,  4 juni 2002[5]
- Kommendör med stora korset av Nordstjärneorden,  2003[3]
- Kommendör av Hederslegionen,  2004[3]
- Stora hederstecknet i silver med stjärna av Österrikiska republikens förtjänstorden,  2005[7]
- Frihetskorsets storkors,  4 juni 2010[8]
- Reservistförbundet – Reservunderofficers-förbundets förtjänstkors med spänne[9]
- Jugoslaviens militärförtjänstorden[2]
- Kommendör av Legion of Merit[2]
- Kommendör av Legion of Merit[2]
- Självständighetsorden (Jordanien)[9]
- Finlands Reservofficersförbunds förtjänstmedalj i guld[9]
- Kadettkårens förtjänstmedalj[9]
- Försvarsgillenas förtjänstmedalj[9]

[Redigera Wikidata]